# Krobia xinguensis
Espèce
Krobia xinguensis, aussi appelé Krobia à joues rouges, est une espèce de poisson d'eau douce de la famille des Cichlidé.

## Découverte
Trois spécimens auraient été découverts en 1964 dans la rivière Batovi, un affluent du rio Xingu. Il a été identifié par le Dr Sven Kullander, du Muséum d'histoire naturelle de Suède, en 2012.

## Description
Krobia xinguensis a de profonds pédoncules caudaux et des bandes contrastées et une petite tache foncée en avant de chaque côté de la mâchoire inférieure. La base des écailles des flancs est marquée par de courtes bandes verticales rouges ou orange.
Il mesure environ 6 centimètres de long et les nageoires dorsales, anales et pelviennes sont légèrement plus courtes chez les femelles.

## Habitat
Il vit en eau claire avec une végétation abondante et des invertébrés. Il vit avec un autre cichlidé, Crenicichla rosemariae.

## Étymologie
Son nom spécifique, composé de xing[u] et du suffixe latin -ensis, « qui vit dans, qui habite », lui a été donné en référence au lieu de sa découverte, le rio Xingu. 